# 柿原彬人
柿原彬人（かきはら よしひと、1938年10月14日 - 2006年7月18日）は日本の実業家。福岡県出身。出生名は柿原孝（読み方不明）であり、1993年に改名した。
コーエーテクモホールディングスの前身の1社・テクモの創業者｡日本アミューズメントマシン工業協会の会長も務めた｡

## 経歴
- 1957年3月 福岡県立明善高等学校卒業。
- 1962年3月 中央大学経済学部卒業。
- 1962年4月 大和証券株式会社入社。
- 1967年7月 日本ヨット(後のテクモ)を設立。
- 1999年7月 社団法人日本アミューズメントマシン工業協会（JAMMA）会長に就任。
- 2001年10月 テクモ代表取締役会長に就任。
- 2004年6月 JAMMA顧問。
- 2006年7月18日 間質性肺炎のため死去[2]。